# Musée de Drohobytch
Le musée de Drohobytch officiellement connu sous le nom de musée de Drohobytch des études locales ou le musée de Drohobytch des traditions locales, communément appelé le musée Drohobych, est un musée créé en 1940 et situé à Drohobytch, en Ukraine. C'est un centre culturel et éducatif majeur de la région de Lviv.

## Historique

### Origine du musée
Déjà au début de mai 1912 et jusqu'en mai 1913, un musée anatomique itinérant, le "Musée Traber" ou panoptique et un "Musée anatomique" permanent sont présents à Drohoby. Ce n'est qu'en 1936 que la création du premier "Musée régional de Drohobych" portant le nom du "maréchal Józef Pilsudski" est initié sur les terres de Drohobytch (l'auteur de l'idée est un chercheur bien connu de l'histoire de la ville et professeur du lycée Vladyslav Jahail à Drohobytch - Mscislav Mscivuyevskyi).

### Musée de Drohobytch depuis 1940
Le premier musée d'État soviétique est en fait fondé par les Soviétiques sur la base de la structure de ce musée Pilsudski et devient le musée de Drohobytch en 1940 en tant que musée d'histoire régionale et de traditions locales. Ses riches collections sont en grande partie pillées pendant l'occupation temporaire de la ville par les troupes allemandes. La ville est libérée des troupes fascistes et quatre jours plus tard, le 9 octobre 1944, le musée reprends son activité. En mai 1959, le territoire de la région de Drohobytch est joint à la région de Lviv mais le musée continue à fonctionner comme le musée régional des études locales.

## Description

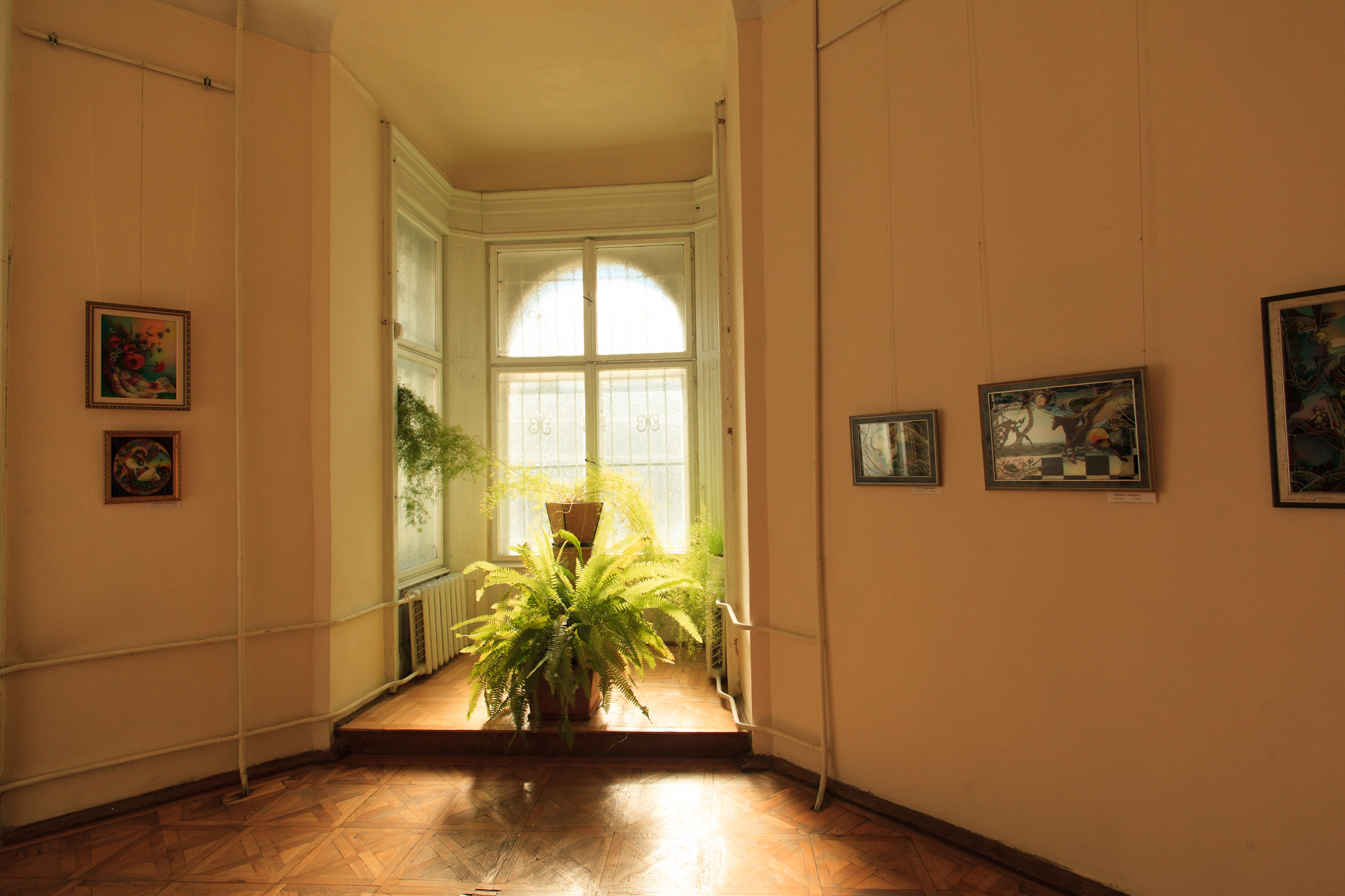
L'intérieur du bâtiment.

Le musée est en fait un complexe muséal qui présente des directions naturelles, historiques, d'histoire locale, artistiques, architecturales et commémoratives. Parmi les objets des collections exposées se trouvent des découvertes archéologiques intéressantes, des articles d'artisans de Drohobytch, des outils de production et des articles de la vie quotidienne des paysans ; le musée présente de nombreux documents expliquant différentes périodes de l'histoire du pays, des livres imprimés publiés en Ukraine avant le XVIIIe siècle, une collection de majoliques des XVIIe et XIXe siècles, des œuvres des beaux-arts indigènes et d'Europe occidentale, etc. Le musée comprend des documentations sur les églises Saint-Georges et Sainte-Croix, monuments remarquables de l'architecture populaire en bois de l'école galicienne de la fin du XVe  et du début du XVIe siècle. Le musée expose aussi des spécimens de peinture d'icônes médiévales, des peintures murales uniques provenant des intérieurs réalisés dans le style Renaissance.
Les reliques associées aux noms de compatriotes exceptionnels sont d'une valeur particulière. Iouriy Kotermack (c. 1450-1494), érudit ukrainien, docteur en médecine et philosophie, maître de conférences puis recteur de l'Université de Bologne, professeur à l'Université de Cracovie, né à Drohobytch, est connu sous le pseudonyme de Iouriy Drohobytch. Il est l'auteur du premier livre imprimé du pays "Judicium Prognosticon..." (1483). Le musée possède le portrait de Iouriy Drohobytch par I. Marchuk, peintre, une photocopie de son traité d'astronomie, une xérocopie de son programme de cours à l'Université de Bologne, etc.